# Amanita calyptroderma
Amanita calyptroderma é um fungo que pertence ao gênero de cogumelos Amanita na ordem Agaricales. Encontrado no oeste dos Estados Unidos, frutifica no outono e no inverno.